# میدان‌های کشتار (فیلم)
میدان‌های کشتار (انگلیسی: The Killing Fields) فیلمی به کارگردانی رولند جافه است که در سال ۱۹۸۴ منتشر شد.

## داستان
در سال ۱۹۷۳، در پنوم‌پن، ارتش ملی کامبوج درگیر جنگ داخلی با گروه کمونیستی خمرهای سرخ است. دیت پران، روزنامه‌نگار و مترجم کامبوجی برای روزنامه نیویورک تایمز، در فرودگاه شهر منتظر ورود خبرنگار سیدنی شانبرگ است، اما به‌طور ناگهانی آنجا را ترک می‌کند. شانبرگ با تاکسی به هتلش می‌رود و در آنجا با عکاس ال روکاف دیدار می‌کند. پران بعداً با شانبرگ ملاقات کرده و به او خبر می‌دهد که یک بمب‌افکن بی-۵۲ آمریکایی به‌گفته‌ها، منطقه نئاک لوئنگ را بمباران کرده است. شانبرگ و پران به آنجا می‌روند و صحت این خبر را تأیید می‌کنند، اما هنگامی که تلاش می‌کنند از اعدام دو عضو خمرهای سرخ عکس بگیرند، دستگیر می‌شوند. آن‌ها سرانجام آزاد می‌شوند و شانبرگ از دیدن حضور خبرنگاران بین‌المللی با نیروهای آمریکایی عصبانی می‌شود.
دو سال بعد، در سال ۱۹۷۵، سفارت‌های پنوم‌پن در آستانه ورود خمرهای سرخ تخلیه می‌شوند. شانبرگ برای خانواده پران امکان تخلیه را فراهم می‌کند، اما پران تصمیم می‌گیرد برای کمک به شانبرگ بماند. خمرهای سرخ با ادعای صلح وارد پایتخت می‌شوند. در یک رژه در شهر، شانبرگ و روکاف توسط گروهی از خمرهای سرخ دستگیر می‌شوند. این گروه آن‌ها را به کوچه‌ای می‌برد که در آنجا زندانیان اعدام می‌شوند. پران که به‌عنوان یک غیرنظامی کامبوجی آسیب ندیده، موفق می‌شود با آن‌ها مذاکره کرده و جان دوستانش را نجات دهد. آن‌ها به سفارت فرانسه پناه می‌برند، اما خمرهای سرخ دستور می‌دهند که تمام شهروندان کامبوجی به آن‌ها تحویل داده شوند. سفیر از ترس این درخواست را می‌پذیرد. روکاف و عکاس دیگری به نام جان سوین تلاش می‌کنند برای پران گذرنامه جعلی بریتانیایی تهیه کنند، اما تلاششان به‌خاطر نقص فنی در چاپ عکس پران شکست می‌خورد. پران به خمرهای سرخ تحویل داده شده و مجبور می‌شود زیر سلطه رژیم ستم‌پیشهٔ آن‌ها زندگی کند.
چند ماه پس از بازگشت به نیویورک، شانبرگ یک کارزار شخصی برای پیدا کردن پران آغاز می‌کند، به چندین موسسه خیریه نامه می‌نویسد و با خانواده پران در سانفرانسیسکو در تماس می‌ماند. در کامبوج، پران به‌عنوان یک کارگر اجباری تحت سیاست "سال صفر" خمرهای سرخ، به کشاورزی اجباری می‌پردازد. او همچنین مجبور به شرکت در کلاس‌های تبلیغات سیاسی می‌شود و برای زنده ماندن، تظاهر به ساده‌لوحی می‌کند. در نهایت، او موفق به فرار می‌شود و پس از مدتی سرگردانی، به یکی از میدان‌های کشتار رژیم پل پوت می‌رسد. پس از یافتن او در ساحل رودخانه، به دست گروه دیگری از خمرهای سرخ گرفته می‌شود. در سال ۱۹۷۶، شانبرگ جایزه روزنامه‌نگاری AIFPC (که در فیلم جایگزین جایزه واقعی پولیتزر او شده) را برای پوشش اخبار کامبوج دریافت می‌کند و در سخنرانی خود نیمی از اعتبار این جایزه را به پران نسبت می‌دهد. روکاف شانبرگ را سرزنش می‌کند که به‌اندازه کافی برای یافتن پران تلاش نکرده و از او برای کسب جایزه استفاده کرده است. شانبرگ در ابتدا از خود دفاع می‌کند، اما در نهایت می‌پذیرد که پران به‌خاطر خواسته او مانده بود.
پران در روستایی تحت کنترل خمرهای سرخ زندگی می‌کند که توسط مردی به نام فت رهبری می‌شود و به کارهای خانه و مراقبت از پسر فت می‌پردازد. فت بارها تلاش می‌کند توانایی‌های پران در زبان انگلیسی و فرانسوی را آزمایش کند، اما پران تظاهر می‌کند که قبل از انقلاب راننده تاکسی بوده است. این فریب ادامه دارد تا اینکه فت او را در حال گوش دادن به یک برنامه رادیویی انگلیسی می‌بیند. با این حال، به‌جای مجازات او، فت به پران درباره بی‌اعتمادی‌اش به رهبران خمرهای سرخ اعتراف می‌کند و از او می‌خواهد که در صورت مرگش، از پسرش مراقبت کند.
در جریان جنگ مرزی خمرهای سرخ با ویتنام، پران متوجه می‌شود که پسر فت پول آمریکایی و نقشه‌ای برای فرار دارد. وقتی فت سعی می‌کند از کشتار همکارانش توسط خمرهای سرخ جوان‌تر جلوگیری کند، به ضرب گلوله کشته می‌شود. در هرج و مرج، پران با چهار نفر از یاران فت و پسر او فرار می‌کند. آن‌ها پس از مدتی از هم جدا می‌شوند و پران با یکی از آن‌ها و پسر فت به راه خود ادامه می‌دهد. اما همراه پران در حال حمل پسر، روی مین مخفی قدم می‌گذارد. پران تلاش می‌کند پسر را از او بگیرد، اما مین منفجر شده و هر دو را می‌کشد. پران به تنهایی از میان جنگل عبور کرده و در نهایت به اردوگاه پناهندگان صلیب سرخ در نزدیکی مرز تایلند می‌رسد.
در ایالات متحده، شانبرگ می‌فهمد که پران زنده و در امان است و در اردوگاه صلیب سرخ با او ملاقات می‌کند. پران شانبرگ را می‌بخشد و آن‌ها یکدیگر را در آغوش می‌گیرند.

## بازیگران
- سام واترستون
- جان مالکوویچ
- هاینگ اس. انگور
- جولیان سندز
- کریگ تی. نلسن
- اسپالدینگ گری
- آثول فوگارد
- بیل پترسون
- گراهام کندی

## جوایز
- برنده جایزه اسکار بهترین بازیگر نقش مکمل مرد ۱۹۸۴ (هاینگ اس. انگور)
- برنده جایزه اسکار بهترین فیلمبرداری (کریس منجس)
- برنده جایزه اسکار بهترین تدوین (جیم کلارک)
- برنده جایزه بفتای بهترین فیلم ۱۹۸۵